# Schizotetranychus spireafolia
Schizotetranychus spireafolia är en spindeldjursart som beskrevs av Garman 1940. Schizotetranychus spireafolia ingår i släktet Schizotetranychus och familjen Tetranychidae. Inga underarter finns listade i Catalogue of Life.